# Akbulak
Akbulak (in russo Акбулак?) è un villaggio della Russia europea sudorientale, situato nell'oblast' di Orenburg; è il centro amministrativo del rajon Akbulakskij.
Si trova nella valle del fiume Ilek (bacino dell'Ural), 127 km a sud-est di Orenburg.